# Kasia Struss
Kasia Struss of Katarzyna Strusińska (Ciechanów, 23 november 1987) is een Pools model.

## Biografie
Struss werd in 2005 door een plaatselijke talentscout ontdekt. Twee jaar na haar "ontdekking" tekende ze pas bij een modellenbureau. Ze heeft eerst haar middelbare school afgemaakt in haar thuisstad Ciechanów. Style.com rangschikte haar als een van de top 10-nieuwkomers in dat seizoen.

## Carrière
Struss verscheen in verschillende bladen, zoals Vogue, Numéro, W, V, Dazed & Confused en Ten Magazine.
Ze liep modeshows voor onder meer Marc Jacobs, Viktor & Rolf, John Galliano, Kenzo, Diesel, DKNY, Burberry Prorsum, Alessandro Dell'Acqua, Sonia Rykiel, Gareth Pugh en Julien Macdonald.
In 2007/2008 opende Struss de shows voor Nina Ricci, Dries Van Noten, Doo.Ri, Giambattista Valli, PHI, Costume National, Balenciaga, Yves Saint Laurent, Jil Sander, Sinha Stanic, Jill Stuart, Loewe en Wunderkind.
Struss sloot shows af voor Jil Sander, Chloé, Giambattista Valli, Thakoon, Richard Chai, Christopher Kane en Doo.Ri.
In de 2010 lente-zomermodeweek was ze het op twee na meest geboekte model na Liu Wen en Constance Jablonski.
Struss heeft model gestaan in advertentiecampagnes voor Kenzo, Bottega Veneta, Valentino, Christian Dior, Chloé, Mulberry, Pringle of Scotland, Jil Sander, Dolce & Gabbana en Costume National.
Vogue Paris rekende haar tot de "30 modellen van het decennium".
Struss stond in 2007 op de omslag van Vogue Italia met Lara Stone, Natalja Vodjanova, Christy Turlington en Gisele Bündchen.
Kasia verving Lindsey Wixson tijdens de lentecampagne van 2011 van Miu Miu.